# 金家井乡
金家井乡，是中华人民共和国河北省保定市涞源县下辖的一个乡镇级行政单位。

## 行政区划
金家井乡下辖以下地区：
金家井村、窝坨村、周村、泉峪村、梁家庄村、王家井村、岳家庄村、张家庄村、谭家庄村、孙家庄村、土巷口村、北坡底村、南坡底村、寨沟门村、黄土岭村、斜山村、牛栏村、东沟村和十八盘村。